# Fila di Tebe
Fila di Tebe (in greco antico: Φίλα?; IV secolo a.C. – dopo il 335 a.C.) è stata una celebre etera tebana.
Ridotta in schiavitù dopo la distruzione di Tebe da parte di Alessandro Magno nel 335 a.C., fu riscattata per venti mine dall'oratore Iperide, che la alloggiò nella sua tenuta di Eleusi e la fece sua amministratrice.